# Fisklöstjärnen (Älvdalens socken, Dalarna, 678780-138406)
Fisklöstjärnen är en sjö i Älvdalens kommun i Dalarna och ingår i Dalälvens huvudavrinningsområde.